# Comuna Semîricika, Haisîn
Semîricika (în ucraineană Семирічка) este o comună în raionul Haisîn, regiunea Vinnița, Ucraina, formată din satele Rahnî și Semîricika (reședința).

## Demografie
Componența lingvistică a satului Semîricika
     Ucraineană (98,9%)
     Alte limbi (0,85%)
Conform recensământului din 2001, majoritatea populației satului Semîricika era vorbitoare de ucraineană (98,9%), existând în minoritate și vorbitori de alte limbi.